# باتغرل
باتغرل (بالإنجليزية: Batgirl؛ يعني « الفتاة الوطواط ») هو اسم للعديد من الأبطال الخارقين الخياليين الذين يظهرون في الكتب الأمريكية المصورة التي تنشرها شركة دي سي كومكس، كما هو مبين لنظيرها البطل باتمان، على الرغم من شخصية بيتي كين التي قدمت منشور في عام 1961 لبيل فينقر وشيلدون مولدف كباتغرل، وقد تم استبدالها بـ باربارا غاردون في 1967و التي تميزت لاحقاً باسم باتغرل. كما هو مصور انها ابنة الشرطي جيمس جاردون لمدينة جوثام، وأنها كانت لأول مرة في قصص المخبرين الفكاهية، تحت عنوان «أول مليون دولار من ظهور فتاة الوطواط !» عام 1967 للكاتب جاردنر فوكس ووالفنان كارمن انفانتينو. كما أن الفتاة الوطواط هي الشخصية التي تعمل في المقام الأول في مدينة جوثام وحالفت نفسها مع الرجل الوطواط وروبن الأصلي وديكجرايسون، وكذلك الأبطال الخارقين في شركة عالم دي سي.
تظهر فتاة الوطواط بشكل منتظم في قصص المخبرين الفكاهية، أنتجت شركة دي سي للرسوم الهزلية العديد من الكتب الأخرى لأسرة رجل الوطواط حتى عام 1988. وفي تلك السنة، قد تقاعدت فتاة الوطواط من مكافحة الجريمة في باربرا كيسيل الخاصة بفتاة الوطواط. وفي وقت لاحق، ظهرت في رواية رجل الوطواط المصورة للآن موور: مقتل جوك في الهوية المدنية لها فأطلقت النار على الجوكر وتُرك مشلولاً. على الرغم من أنها تم إنشاؤها مثل خبير الكمبيوتر ووسيط المعلومات أوراكل والمحرر كيم ييل والكاتب جون اوستراندر في العام التالي، وآثار الشلل الذي تعاني منه يُناقش حول صورة المرأة في المجالات الهزلية ويصور العنف خاصة اتجاه الشخصيات النسائية.
انتقال القصة المصورة «نو مان لاند» في عام 1999 والشخصية هيلانة بيرتينيلي المعروفة باسم الصيادة ويفترض لفترة وجيزة من دور فتاة الوطواط حتى أن جردت من الهوية عن طريق الرجل الوطواط لانتهاكه قوانين صارمه وفي نفس القصة، الكاتب كيلي بوكيت والفنان داميون سكوت إدخالا شخصية كاسندرا قابيل، كما هو مكتوب في ابنة القتلة ديفيد كين وسيدة شيفا: أنها تأخذ عباءة الفتاة الوطواط بتوجيه من الرجل الوطواط وأوراكل. في عام 2000، أصبحت فتاة الوطواط أول نجمة لسلسة الكتاب الهزلي في مسمى الشهرية، بالإضافة إلى أن تصبح واحدة من أكثر الشخصيات البارزة من أصل آسيوي لتظهر المجالات الهزلية الأمريكية. تم إلغاء السلسلة في عام 2006، وبعد سنة واحدة من خلال هذه النقطة حدث على مستوى الشركة وتم التأسيس لها على أنها الشريرة ورئيسة عصابة القتلة. وفي وقت لاحق استعادت لها المفهوم الأصلي بعد تلقي ردود الفعل القاسية من القراء. ومع ذلك، فإن شخصية ستيفاني براون في الأصل معروفة باسم الجناح وسابقا روبن، كما أن فتاة الوطواط نجحت بعد كاساندرا التي تخلت عن الدور.
أصبحت ستيفاني براون الشخصية المميزة لسلسة فتاة الوطواط التي ترجمها بريان ميلر من عام 2009 إلى عام 2011. بعد ذلك استؤنفت شركة دي سي كل منشوراتها الشهرية خلال هذا الحدث الثاني والخمسون الجديد. في استمرارية العمل، تعافى بارابراغوردن من الشلل بعد إجراء العمليات الجراحية والنجوم التي استؤنفت في سلسلة فتاة الوطواط التي قام بكتابتها غيل سيمون كعنوان للشخصية. وتم تكييف باربرا غوردن مثل فتاة الوطواط في وسائل الإعلام المختلفة المتعلقة بامتياز رجل الوطواط، ويشمل ذلك التلفزيون والسينما والرسوم المتحركة وألعاب الفيديو وغيرها من البضائع. يؤخذ هذا في قرار لإعادة لها دور الكتاب في المجالات الهزلية، مثل دان ديديو وشارك في نشر شركة دي سي الكوميدية عن أنها هي النسخة المعروفة للشخصية.

## تاريخ النشر
أسرة رجل الوطواط والمظاهر الأخرى لقصص المخبرين الفكاهية (1961 – 1988)
تتابع الأحداث الاتهامات الضمنية الشهوانية الموجهة لتصوير العلاقة بين رجل الوطواط وروبين، كما وصفت في كتاب الإغواء الأبرياء لفريدريك ورثام 1954، وظهرت شخصية نسائية تدعى كاتي كين وهي المرأة الوطواط عام 1956 باعتبار أنها تحب رجل الوطواط. قدمت شركة دي سي للمجالات الهزلية في عام 1961 ثاني شخصية نسائية باعتباره مصلحة حب لروبن. وصلت فتاة الوطواط بيتي كين باعتبارها ابنة وروبن مثل الصاحب لرجل الوطواط، وكان أول ظهور له عام 1961. تشمل أسرة رجل الوطواط على الوالدان رجل الوطواط والمصورة المرأة الوطواط وأطفالهم روبين وفتاة الوطواط. مما تسبب في جعل رجل الوطواط يبدل من البطل الخارق إلى الكوميديا الظريفة وهو عفريت صغير ناشئ عن خارج الأرض وهناك «الحيوانات الاليفة المنزلية التي تعيش مع الاسرة وكلاب الصيد».
تخلت / أهملت شركة دي سي للمجالات الهزلية هذه الشخصيات في عام 1964 عندما عين حديثاً رجل الوطواط محرر جوليوسشوارتز ليحكم عليهم بطريقة ساذجة جدا وغير وملائمة، وقد أكد شوارتز هذه الشخصيات التي يجب إزالتها، معتبراً أن رجل الوطواط هو الذي يجعل الكتب الكوميدية منخفضة في المبيعات واستعادة أساطير رجل الوطواط إلى مفهومه الأصلي من التنظيمات البطولية. فتاة الوطواط التي تكون جنبا إلى جنب مع باقي شخصيات أسرة رجل الوطواط. ويعيد مخدوع رجل الوطواط بعد أزمة 1985 لسلسة المحدودة في أزمة الأرض اللانهائية. وعلى الرغم من ذلك أن فتاة الوطواط لم تكن موجودة في استمرارية ما بعد الأزمة، وهي نسخة معدلة من شخصية ماري اليزابيث (بيتي كاين) كما عرضت على أنها بطلة خارقة (فلاميبيرد) وما زالت تظهر في منشورات شركة دي سي للمجالات الهزلية.

## إصدارات بديلة
المقال الرئيسي: إصدارات البديلة لباربرا غوردن
قد ظهرت تغيرات مختلفة من باربرا غوردن مثل فتاة الوطواط في الوقائع المنشورة التي نشرت من تيار العناوين الاستمرارية. غالباً ما تظهر أنواع مختلفة من الشخصيات ضمن القصص الاستمرارية التي تنطوي على السفر عبر الزمن، مثل الانتقال المحدودة لسلسلة ساعة الصفر: الأزمة في الوقت، قصة المتابعة السابقة لأزمة السلسلة المحدودة على الأرض اللانهائية عام 1985 التي غيرت استمرارية التيار. وقد ظهرت بصمات بارزة من شركة دي سي للرسوم الهزلية مثل: ايلسيورلد وكل نجم من دي سي للرسوم الهزلية وأيضا إصدارات بديلة مميزة لهذه الشخصية. أخذت بصمة ايلسيورلد الشخصية المبدعة للشركة وتم وضعها في جداول زمنية بديلة وصنع الأماكن والأحداث لمألوف الأبطال «كأنه الامس وتبدو جديدة كأنه الغد». قدمت باربرا غوردن مظاهر في الكوميديا ايلسيورلد منذ عام 1997, مثل فتاة الوطواط. ونظرا لإعطاء ادوار البطولة في قصة التشويق لطراز نوير القاتل 1997, تتمته القاتل للذة 1998 وفكاهي لالسيورلد الاروع في دفعة واحدة: فتاة خارقة وفتاة الوطواط 1998.
ظهرت إصدارات بديلة من فتاة الوطواط وجانبا من باربرا غوردن في منشورات شركة دي سي للمجالات الهزلية. ماوراء رجل الوطواط غير محدود (مجموعة في استمرارية ما وراء رجل الوطواط) وجديد فتاة الوطواط هي فتاة تبلغ من العمر 15 عاما وتدعى نيسا. ليس هناك فتاة وطواط مفردة في التاريخ البديل تعتبر من حسناوات الكون لشركة دي سي للمجالات الهزلية. بدلاً من ذلك، توجد مجموعة من الحارسات الشابات والمعروفات باسم«فتيات الوطواط»، تتضمن امرأة الوطواط من مراتب عدة منها، هاربر رو وهو ميكانيكي من أصل أفريقي يدعى كاثي دوكين، وفتاة شابة تدعى نيل ليتل وراقصة سنغافورة للولايات المتحدة تدعى أليشيا يوه.

## الشخصيات الروائية
مثلت فتاة الوطواط أربع شخصيات مختلفة – وأثنين من المدعين – بدأ بـ تقديمها في عام 1961.

## باربرا غردون
المقال الرئيسي: باربرا غردون
خلال الفترة السابقة من السلسلة التلفزيونية لرجل الوطواط، قد اقتربت افتتاحية تعديل شركة دي سي حول إضافة شخصية الإناث مرة أخرى إلى أسرة رجل الوطواط ومراجعة تاريخ الشخصيات الطابعة والدوافع التي أنشئهاجوليوسشوارتز وباربرا غردون. عقدت هذه الشخصية دور فتاة الوطواط من 1988 – 1967 عاما عندما كانت متقاعدة بقرار التحرير الذي أصدرته شركة دي سي. ومن ثم تم تغيير دور الشخصية إلى مصدر مشلول لجميع معلومات أفراد أسرة رجل الوطواط والتي يطلق عليها اسم أوراكل. استعادة فتاة الوطواط في وقت لاحق خلال 52 استئناف جديد من خط نشر الشركة بالكامل في عام 2011.

## ستيفاني براون
المقال الرئيسي: ستيفاني براون (كاريكاتير ).
كان يُعرف ستيفاني براون سابقاً باسم سبويلر وكانفي استمرارية كأول امرأة روبن حتى وفاتها في عام 2006. وفيما يلي عودتها إلى الكوميديا في عام 2009 وتولت دور فتاة الوطواط. حافظت على هذا المنصب حتى عام 2011، وإعادة إطلاق بصمة الشركة تحت الجديد 52. ظهرت شخصية سبويلر في جامعة مدينة دبلن كرجل الوطواط.

## المطالبين
هيلينا بيرتينلي
المقال الرئيسي: الصيادة (هيلينا بيرتينلي)
خلال فترة وجيزة من عام 1999 في قصة no man's land تفترض هيلينا بيرتينلي عباءة فتاة الوطواط. بعد انتهاك قانون رجل الوطواط ضد العنف الشديد، وقالت أنها جردت العباءة وعاد لها اسم المستعار ألا وهو الصيادة.

## تأثيرالثقافة

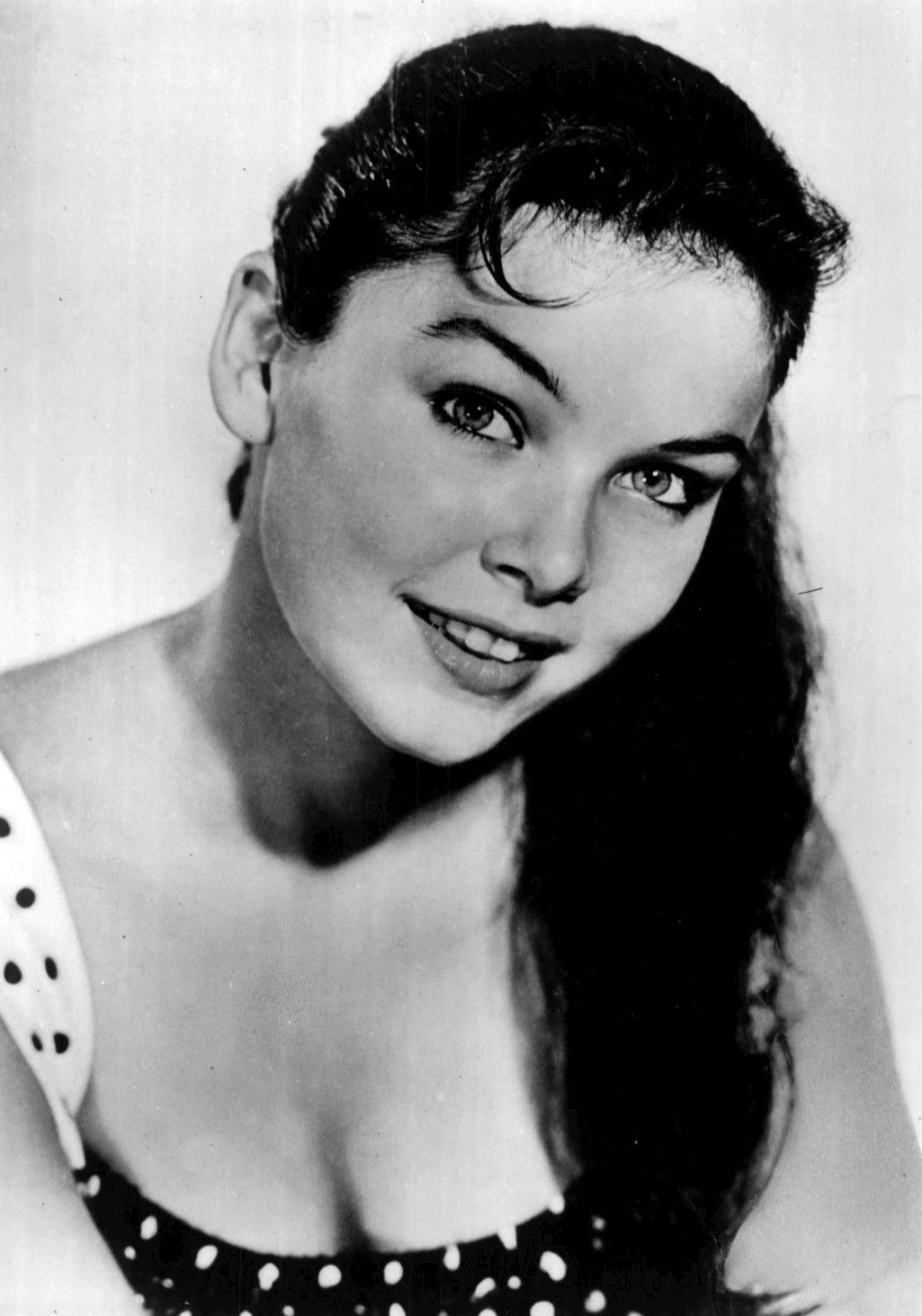
صورة لإيفون كريج في ظهورها كضيف في البرنامج التلفزيوني "هينيسي" عام 1960.

في حين باربرا غوردن وكاسندر اكاينكان لديهم موضوع التحليل الأكاديمي بشأن صورة المرأة في الكوميديا، وقد ركز باربرا غوردن على تعليق فتاة الوطواط بارتباطها بشخصية حركة تحريرالمرأة ودرجة الدكتوراه والمهنة كأمين مكتبة. وفي حين التحليل الذي ركزت علية فتاة الوطواط كاسندرا كايين على وضع الأقلية المزدوجة للشخصية كامرأة وشخص من ذات اللون. منذ ظهوره لأول مرة في منشور دي سي المجالات الهزلية، والتكيف المثار لها في مسلسل تلفزيوني رجل الوطواط في عام 1967، وقد أدرجت فتاة الوطواط باربرا غوردن بين الشخصيات الخيالية التي تعتبر الرموز الثقافية. الكاتب بريانكرونين، وكان الرجل الخارق جاسوس؟ وكشف أساطير الكتاب الهزلي عام 2009، ويلاحظ أن بعد ظهوره الأول مره عام 1967، وكانت فتاة الوطواط ذات شعبية بما فيه الكفاية لتظهر بانتظام على مدى العقدين القادمين ومن المؤكد أن انطباع ايفونكريج يصور الفتاة الشابة على العديد من المشاهدين معها في موسم واحد. في عام 2011 كانغوردن في مرتبة 17 في أفضل 100 كتب من أبطال الهزلية وهو تخيل شبكة الألعاب (IGN). أصبحت فتاة الوطواط كاسندرا كايين واحدة من أبرز الشخصيات الأسيوية لتظهر في الكتب المصورة الأمريكية وقللت حياتها الجنسية البارزة باعتباره خلافا شائعا جنسيا من الشخصيات النسائية، خصوصا تلك التي من أصل أسيوي.